# 기독교 악마학
기독교 악마학 (基督敎惡魔學)은 기독교 관점에서 악령을 연구하는 것이다. 이는 주로 성경 (구약과 신약), 이런 경전의 주석, 초기 기독교 철학자, 은자 및 다른 신앙에서 유래된 관련 전통과 전설에 근거한다.

## 발전
일부 기독교 전통에서 다른 종교의 신들은 악마로 해석되거나 창조된다. 기독교 악마와 오각성의 진화는 기독교 교회가 보는 것처럼 사악한 특성을 보여주는 초기 의식과 이미지의 예이다.
초기 기독교 이후로, 악마학은 악마의 존재에 대한 단순한 수용에서부터 유대 악마학과 기독교 경전에서 가져온 원래의 발상에서 자란 복잡한 연구로 발전해 왔다. 많은 다른 기독교 교회들이 악마의 존재를 확인하고 논의하지만, 기독교 악마학은 로마 가톨릭 교회 내에서 심도 있게 연구되고 있다.
알베르투스 마그누스는 악마학에 대해 "그것은 악마에게 가르침 받고, 악마에 관해 가르치고, 악마로 이끈다"라고 말했다.

### 기원
(현재 에리트리아와 이디오피아 정교회에서만 정경이지만 초기 교회 교부들이 언급한) 에녹서에 따르면, 구체화되지 않은 네필림의 영이 악귀이다. 에녹서에서 설명한다:
그리고 지금, 영혼과 육체로 태어난 거인들은 지상에서 악령이라 불리고 그들의 처소는 지상에 있다. 악령은 그들의 몸에서 나온 것이다. 그들은 인간으로부터 창조되고 그들의 최초의 기원과 무대는 거룩한 천사 즉 하늘에서 쫓겨난 천사들이므로 지상에서는 악령이며 또 그렇게 불리는 것이다. 하늘의 영혼은 그 처소가 하늘에 있고 지상에서 태어난 땅의 영혼은 지상에 거주지가 있다. 거인들의 영혼은 괴롭히고 폭력을 휘두르며 부정하고 타락하여 또 싸움을 일으키고 싸우고 지상에서 파괴되며 문제를 야기하고 아무것도 먹지 못해서 굶주리며 목이 말라 심한 갈등을 느끼게 되어 위태롭게 된다. 이런 악령들은 인간의 아들들과 여자들에게 쳐들어온다. 그것은 그들이 그들로부터 태어났기 때문이다. 살육과 타락의 날 또 영혼들이 그 몸에서 생겨 거인들이 죽는 날 그들의 육체는 심판도 받지 않고 부정한 몸을 맡길 것이다. 그렇게 하여 큰 세계와 쫓겨난 천사와 불결한 자들에 대하여 대심판이 행하여지는 날까지 스스로 타락한 생활에 빠질 것이다.
—에녹서 1 15:8–12, 16:1

### 수
1467년에 알폰소 드 스피나는 악마의 수가 133,316,666이라고 주장했다. 천사의 3분의 1이 악마로 바뀌었다는 이 생각은 요한 계시록 12:3–9의 주석 때문으로 보인다.
요한 바이어는 그의 《악마의 거짓왕국》 (1583)에서 복잡한 계층 구조와 계산식을 통해 악마의 수를 4,439,622로, 666개의 군단, 각 군단을 6,666명의 악마로 구성하고 66명의 지옥 공작, 왕자, 왕 등이 통치한다고 추측했다. 《솔로몬 왕의 소열쇠》 (17세기)는 《악마의 거짓왕국》에서 군단의 사단을 복사했지만 더 많은 악마와 군단을 추가했다. 스피나와 바이어는 모두 666과 하나 이상의 6으로 구성된 다른 숫자를 사용하여 악마의 수를 계산했다 (133,316,666악마, 666군단, 각 군단에 6,666악마, 66통치자).
4세기에 니사의 그레고리우스는 남성과 여성 악마의 존재를 믿었고 다른 악마와 인간 여자 사이에서 태어난 악마라는 발상을 지지했다. 다른 학자들은 그들이 번식할 수 없고 악마의 수가 일정하다는 생각을 지지했다.

### 특성
기독교 전통에서 악마는 타천사이며 (계시록 12:7-9), 좋은 천사와 같은 특성이 있다: 영성, 불변, 불멸. 악마는 전지는 아니지만 각각 특정 (때로는 둘 이상의) 지식을 가지고 있다. 그들의 능력은 하느님이 허락하시는 능력으로 제한되어 있으므로 전능하지 않다. 전재에 대한 언급은 없었으므로, 그들이 동시에 다른 장소에 있을 수 있는지는 확실하지 않지만, 중세 마녀 안식일의 전통에 따르면, 두 가지 결론에 도달할 수 있다: 악마는 동시에 다른 장소에 있을 수 있거나, 그의 이름으로 사절을 보낸다.
기독교 악마학에 따르면 악령의 사명은 종종 하느님에 대한 믿음을 시험함으로써 사람들이 죄를 짓게 유도하는 것이라고 한다. 기독교 전통은 유혹이 세계, 육체, 악마의 세 가지 근원에서 온다고 주장한다.
또한 이들은 사람들의 삶이나 빙의를 통해 고통을 주거나 (마태오 17:15-16), 사람들에게 자신을 두려워하기 전에 자신을 보여 주거나, 사람들이 죄를 짓거나 두려워하게 할 수 있는 환상을 자극함으로써 사람들을 괴롭히는 것으로 여겨진다.
악령은 사람들이 믿음을 버리고, 이단이나 배교를 저지르고, 이교도를 유지하거나 자신을 돌이키거나 "우상"을 숭배하고, 수많은 "사탄"이나 하느님의 대적을 얻으려 노력하는 것으로 여겨진다. (에베소서 6:12)
루카의 복음서에서 악령은 "물 없는 광야"를 걷고, 휴식을 취하지 않으며 이전 집으로 돌아간다고 언급되어 있다.
"더러운 악령이 어떤 사람 안에 들어 있다가 거기서 나오면 물 없는 광야에서 쉼터를 찾아 헤맨다. 그러다가 찾지 못하면 '전에 있던 집으로 되돌아가야지.' 하면서 돌아간다. 그리고 그 집이 말끔히 치워지고 잘 정돈되어 있는 것을 보고는 다시 나와 자기보다 더 흉악한 악령 일곱을 데리고 들어가 자리잡고 살게 된다. 그러면 그 사람의 형편은 처음보다 더 비참하게 된다." (루카 11:24–26)(공동번역성서)

### 모습
악마는 원하는 모습을 가질 수 있고, 심지어 "빛의 천사"도 가능하다 (2 고린토 11:14).
그런 자들은 거짓 사도이며 사람을 속여먹는 일꾼이며 그리스도의 사도로 가장하는 자들입니다. 그러나 그것은 조금도 놀라운 일이 아닙니다. 사탄도 빛의 천사의 탈을 쓰고 나타나지 않습니까? 이렇게 사탄의 일꾼들이 정의의 일꾼으로 가장하고 나선다 해도 조금도 놀라울 것이 없습니다. 그들의 행실에 따라 그들의 최후가 결정될 것입니다.
—2 고린토 11:13–15
그럼에도 불구하고, 그들은 일반적으로 기독교 악마학자에 의해 추악하고 괴물 같은 존재로 묘사되었다. 이러한 설명 중 다수는 지옥 사전 등의 그림을 만든 루카 시뇨렐리, 히에로니무스 보스, 프란시스코 고야와 같은 유명한 화가들에게 영감을 주었다.
특히 악마는 뱀, 염소, 용을 포함한 다양한 동물로 널리 알려져 있다.
현대에는 색상이 빨간색이지만 제프리 초서와 같은 시인은 녹색과 악마를 관련시켰다.
같은 시대의 헨리 보게와 일부 영국 악마학자들은 마녀와 흑마법사가 악마의 몸은 얼어 있음을 (고문으로) 고백했다고 주장했다. 17세기에 이 믿음이 우세했다.

## 같이 보기
- 악마의 분류
- 구조역
- 악마 빙의
- 구마 (종교)
- 사람의 타락
- 마도서
- 강령술
- 리칼무스
- 더러운 영혼

## 문학
기독교와 신비학 관점에서의 악마학
- 토마스 아퀴나스, 《신학 대전》 (1274)
- 니콜라스 마그니, 《미신의 조약》 (1405)
- 《호노리우스의 서서》 (13세기)
- 요하네스 하르틀리프, 《모든 금지된 예술서》 (1456)
- 하인리히 크래머와 야콥 스프랭거, 《마녀 잡는 망치》 (1486)
- 아를의 마르탱, 《미신의 조약》 (1515)
- 니콜라스 레미, 《악마 숭배 3부작》 (1595)
- 제임스 1세. 《악마론》 (1597)
- 《솔로몬의 열쇠》 (16세기)
- 루도비코 마리아 시니스트라리 - 《악마간 또는 인쿠비스와 수쿠비스에 관하여》 (1680)
- 《아브라멜린서》 (증거는 18세기를 가리키지만, 일부는 1450년대의 것이라고 주장)
- 오귀스탱 칼멧, 《영혼의 유령과 뱀파이어 또는 복수자에 대한 치료》 (1749)

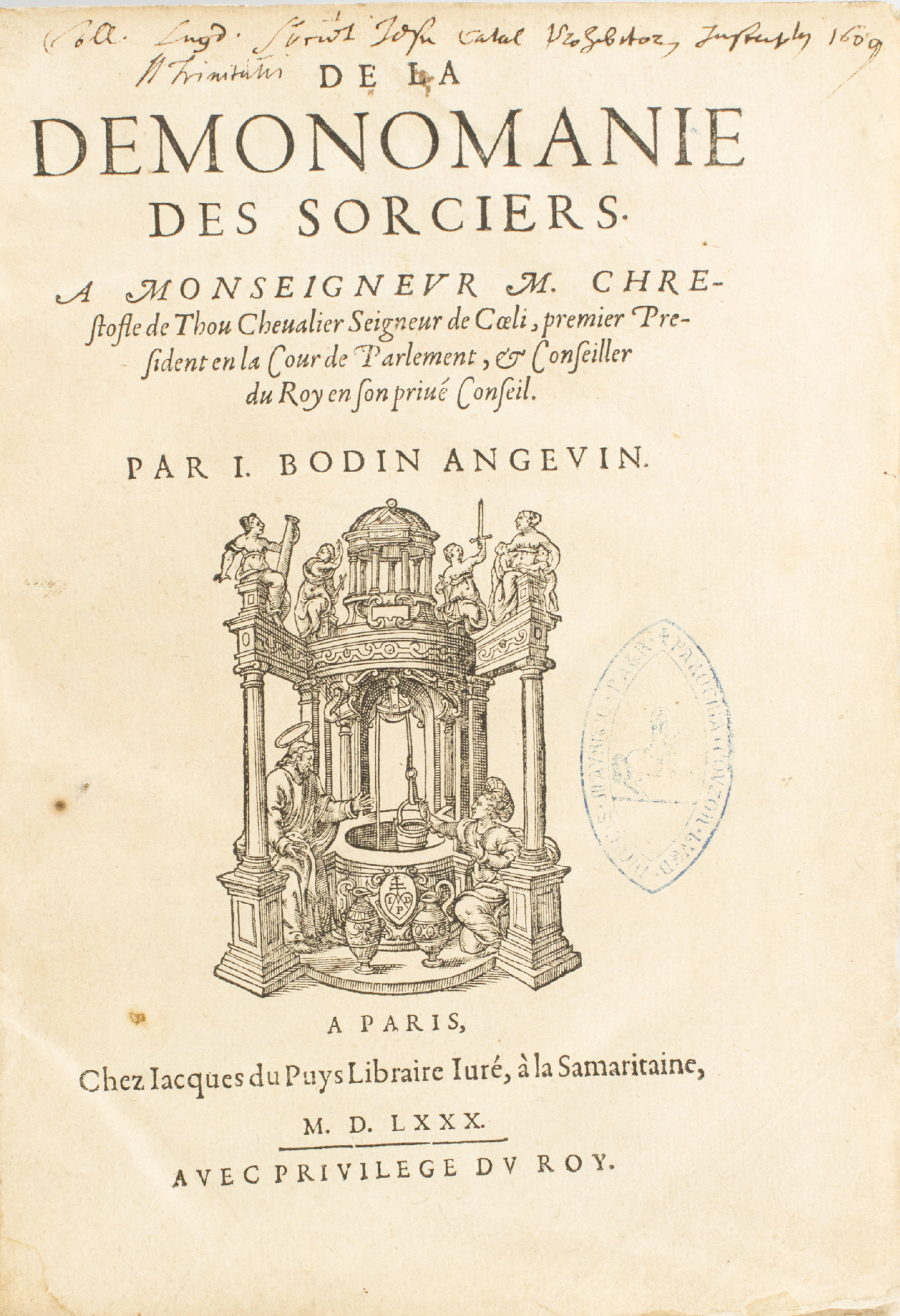
《마법사의 데모노마니아》, 장 보딘
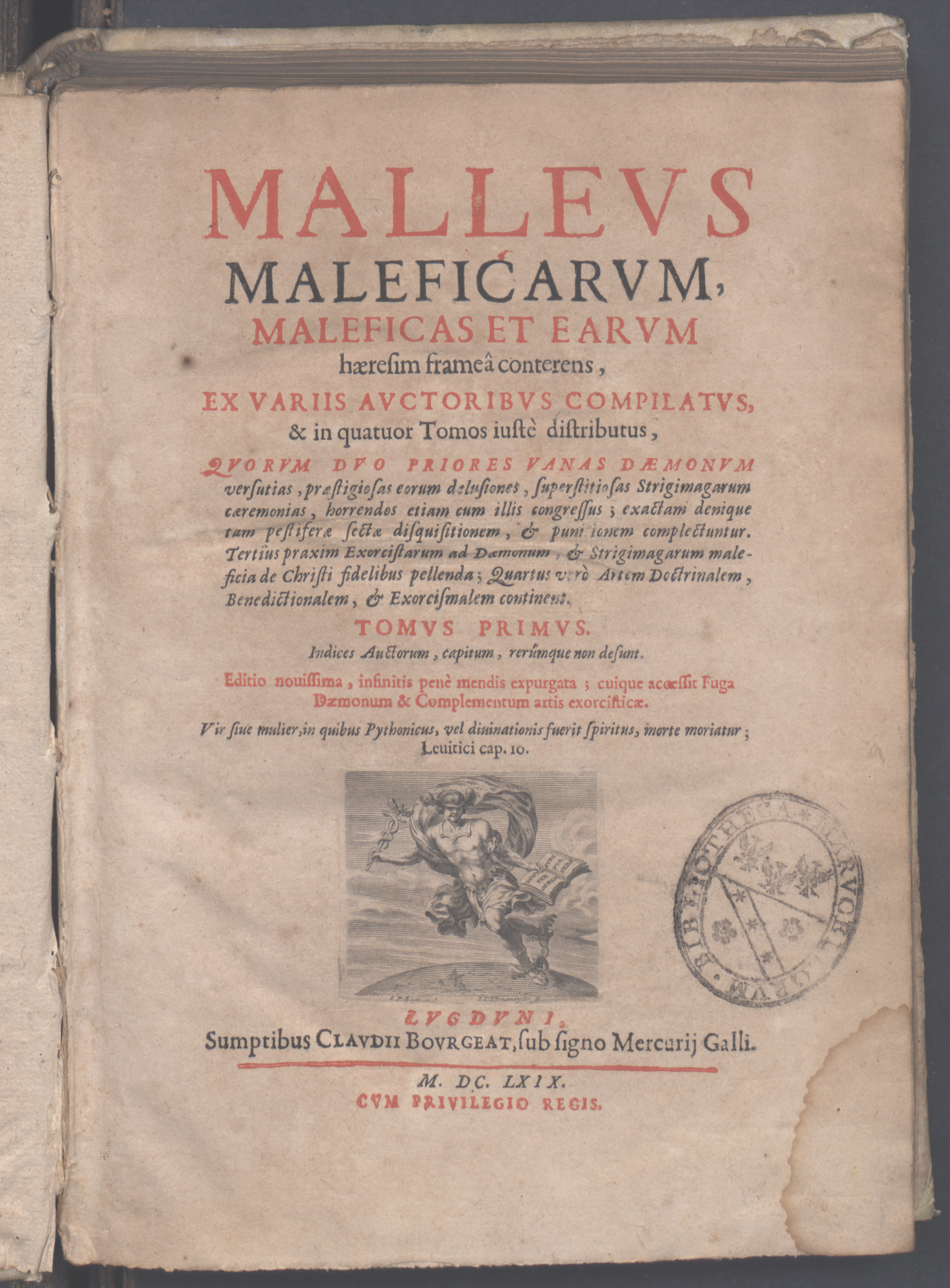
《마녀 잡는 망치》, 리옹, 1669
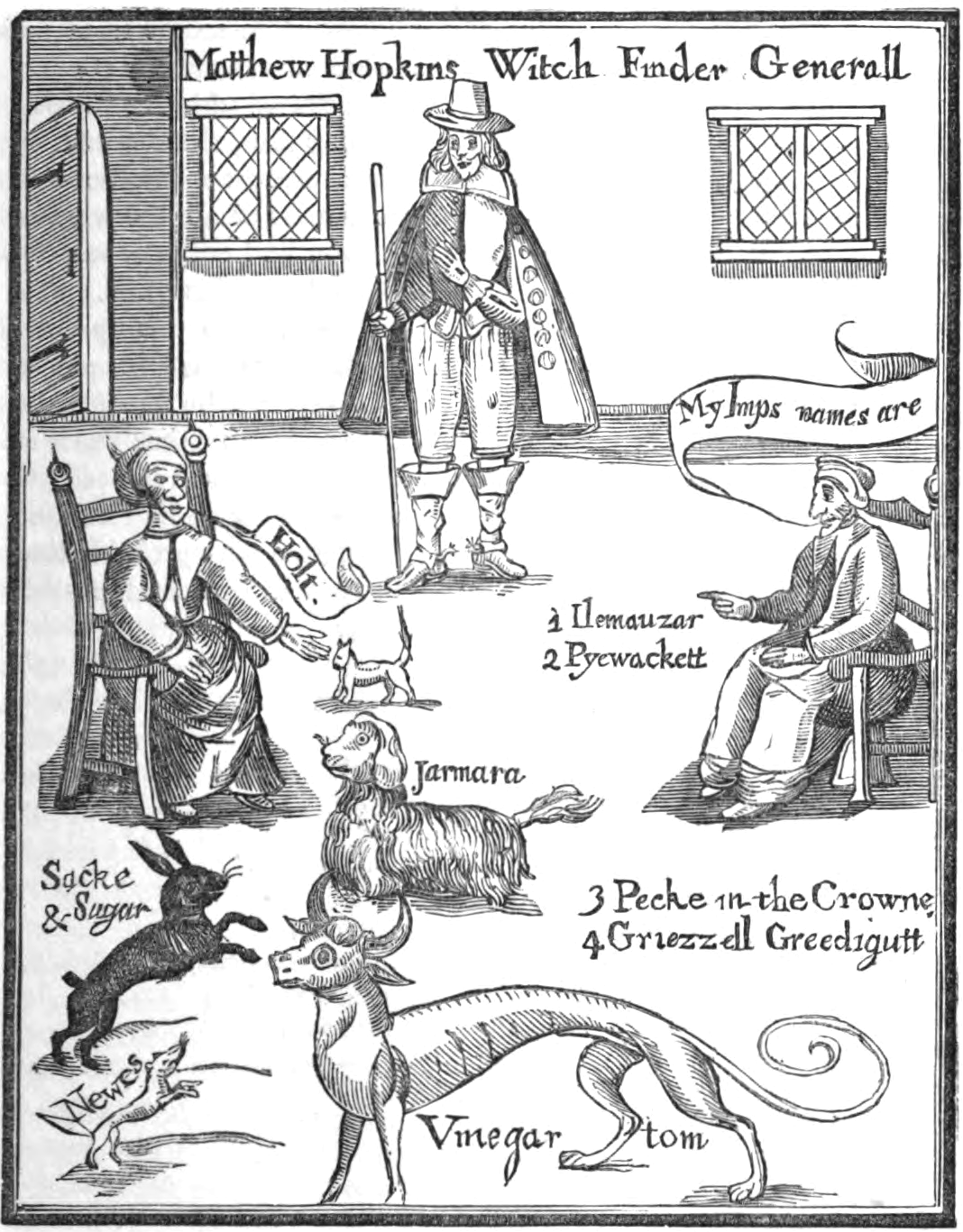
매튜 홉킨스 《마녀찾기 일반》